# 187123 Schorderet
187123 Schorderet este un asteroid din centura principală de asteroizi.

## Descriere
187123 Schorderet este un asteroid din centura principală de asteroizi. A fost descoperit pe 30 august 2005 la Vicques de Michel Ory. Asteroidul prezintă o orbită caracterizată de o semiaxă mare de 2,65 ua, o excentricitate de 0,11 și o înclinație de 2,4° în raport cu ecliptica.